# Club Atlético Central Argentino (San Martín)
El Club Atlético Central Argentino es una club deportivo argentino radicado en Villa Maipú, partido de General San Martín, en el Gran Buenos Aires. Fue creado por los obreros ferroviarios del Ferrocarril Central Argentino (Hoy día el FF.CC. Mitre), de la estación San Martin, un 20 de febrero de 1920. Es reconocido por haber disputado los torneos de Segunda División de Argentina, durante el amateurismo, y de la Tercera División de Argentina, en el profesionalismo.

## Historia

### Orígenes
Los orígenes del club parten de los clubes Tracción y Tráfico, ambos dirigidos por empleados del Ferrocarril Central Argentino.
En 1917, Tracción se afilió a la Asociación Argentina de Football, y se incorpora al campeonato de Segunda División, participando en la Zona Norte.
En 1919, Tráfico a se afilia a la Asociación, incorporándose también al campeonato de Segunda División, compartiendo zona con Tracción pero en distinta sección. A finales del campeonato, varios clubes se retiran de la Asociación a causa del nuevo cisma ocurrido en septiembre pero, a pesar de la disminución de la competencia, ninguno logró avanzar de fase.

### La fusión
El 20 de febrero de 1920 se concreta la fusión de los clubes y se funda Central Argentino.
Su primer campo de juego estaba pegado a las vías del tren, manzana comprendida por Pueyrredón, Ituzaingo, Matheu y Las Heras. Parte del campo de juego abarcaba la actual Plaza Florencio Perello, dado que la calle Las Heras aún no estaba trazada y cruzaba casi a la mitad el terreno.

### En División Intermedia
Ese mismo año, ante la fuga de clubes, el club es promovido a División Intermedia por la Asociación junto a varios clubes de la Segunda División. En aquel torneo, participó en la Zona Norte, donde finalizó en quinto lugar.
En el torneo de 1921, caracterizado por un desarrollo irregular, compitió en la misma zona sin lograr avanzar a la final por el ascenso.

#### Primeros títulos
En el torneo de 1922, compitió nuevamente en la Zona Norte y finalizó en tercer lugar, a trece puntos de Villa Urquiza que obtuvo el ascenso de la zona; mientras que en la Copa Bullrich logró consagrarse campeón por primera vez. Por su parte, el equipo de reserva logró adjudicarse el torneo de Segunda División.
En el torneo de 1923, el rendimiento del equipo disminuyó, perdiendo la mayoría de sus partidos, y finalizando entre los últimos puestos en la Zona Norte. En la copa de competencia, consiguió defender la Copa Bullrich logrando el bicampeonato.

#### Apogeo
En el torneo de 1924, el rendimiento del equipo tuvo una drástica mejoría, disputando el primer lugar de la Zona Norte hasta las últimas fechas con Chacarita Juniors, que finalmente ganó la zona, el campeonato y el ascenso a Primera.
Luego de que en el torneo de 1925 no lograra avanzar, en 1926 logró por primera vez superar la Zona Norte y disputar las semifinales del campeonato, sin poder conseguir el ascenso. Por su parte, en la Copa Bullrich quedó rápidamente eliminado.

#### El descenso
El 24 de febrero de 1927, la nueva Asociación, resultante de la fusión de noviembre de 1926, reunió a sus dirigentes en una Asamblea, donde se resolvió la constitución de la Primera División B como nuevo certamen de segunda categoría. Por tal motivo, la División Intermedia descendió a tercera categoría junto a sus clubes.
En el torneo de aquel año, que ahora concentraba a más de cincuenta equipos, el equipo logró imponerse en su sección de la Zona Norte, ganando la mayoría de sus partidos y clasificó al hexagonal por el título y el ascenso. Allí, el equipo finalizó en cuarto lugar.
En los torneos posteriores, su rendimiento disminuyó, sin lograr avanzar al cuadrangular por el ascenso.

### En Segunda División
En 1933, el equipo recupera su categoría, al ser promovido al nuevo torneo de Segunda División, junto a la mayoría de los equipos de la eliminada División Intermedia.
El 7 de mayo hizo su debut en el Grupo 2, cayendo por 2 a 1 ante Boulogne. Luego de una floja primera rueda, donde sólo logró dos empates, el 23 de julio logra su primer triunfo ante Boulogne por 2 a 1. A pesar de la buena segunda rueda, con cuatro triunfos, no logró avanzar al triangular por el ascenso a Primera.
El 10 de junio de 1934 inició el torneo en la Zona 1, venciendo por 2 a 0 Boulogne. A pesar de sus destacados triunfos por 4 a 1 sobre Defensores de Santos Lugares y Boulogne, el equipo perdió la mayoría de los partidos al no presentarse y finalizó en sexto lugar. El 14 de octubre, disputó su último partido en el torneo, cayendo por 2 a 0 ante Florida.

### En Tercera División
El 3 de noviembre de 1934, la Asociación se unifica con la Liga Argentina y surge la Asociación del Fútbol Argentino. En el Pacto de Fusión, se resolvió que los clubes de la Segunda División de la asociación amateur sean relegados a Tercera División.
En el torneo inaugural de 1935, el equipo tuvo un moderado rendimiento y finalizó en quinto lugar en la Zona Norte. En el torneo de 1936, su rendimiento disminuyó y finalizó penúltimo en la zona, solo por encima de San Miguel.
En el torneo de 1938 logró alcanzar el cuarto lugar. Venciendo en la mayoría de sus encuentros, se destaca el triunfo por 5 a 1 ante El Progreso.
En el torneo de 1939 tuvo un similar rendimiento, volviendo a alcanzar el cuarto lugar. Entre sus triunfos se destacan el 6 a 1 a Estrella Blanca y el 4 a 0 a Huracán de Lanús.
En el torneo de 1940, logró alcanzar el segundo lugar junto a Alsina. Entre sus triunfos, se destacan el 5 a 2 al propio Alsina y el 4 a 0 ante Marplatense.
En los torneos posteriores, el equipo tuvo altibajos en su rendimiento y dejaría de pelear por los primeros puestos.

#### Nuevo descenso
La temporada de 1948 se vio afectada por la huelga de jugadores, ocurrida el 10 de noviembre. A pesar de que no afectó el desarrollo del torneo de Tercera División, que incluso finalizó a finales de ese mes, tendría efecto en los siguientes torneos. En aquella temporada, el equipo finalizó décimo, solo por encima de Sp. Palermo y Deportivo Riestra, habiendo perdido la mayoría de sus partidos, entre ellos un abultado 10 a 0 ante San Telmo.
En la temporada de 1949, comienza a reestructurarse la segunda categoría: el 30 de marzo, el Consejo Directivo resolvió la recreación de la Primera División B, torneo que reemplazó inicialmente a la Segunda División, y que los clubes que no cumplieran con las condiciones necesarias al final de la temporada fueran relegados a Segunda División, que pasaría a ser de tercera categoría. Por su parte, el equipo tuvo un rendimiento similar en el torneo de Tercera, finalizando noveno sólo por encima de Huracán de San Justo y Liniers.
Finalmente, para 1950, la Tercera División pasó a la cuarta categoría. En aquel torneo, el equipo tuvo un paupérrimo desempeño y finalizó último. Perdiendo la mayoría de los partidos por goleada, únicamente consiguió dos empates, debido a que se le dio por perdido el único triunfo que había obtenido ante Riestra.

### Paso por Segunda División
Para 1951, la AFA resolvió que se dispute un torneo especial en Segunda División con inclusión de los equipos de la Tercera División. En aquel torneo, el equipo tuvo una leve mejoría en su desempeño, logrando algunos triunfos. Finalizado el torneo, aquellos equipos retornaron a su división para 1952.

### En División Superior de Fútbol Aficionado
Durante los años '50, el equipo continuó estancado en un bajo rendimiento, perdiendo la mayoría de los partidos de los campeonatos y sufriendo varias goleada. Este bajo nivel se mantuvo en los años '60, cuando la Tercera División fue reemplazada por la Division Superior de Fútbol Aficionado para 1962, a pesar del aumento de participantes en la categoría.

### El Ascenso a Primera C

#### Intentos fallidos
En el torneo de 1966, tuvo un drástico cambio en su desempeño, triunfando en la mayoría de sus partidos por la Zona Norte, donde alcanzó el segundo lugar y se clasificó al octogonal por el ascenso a Primera C. Allí realizó una gran campaña y estuvo cerca de lograr el ascenso, quedando en tercer lugar a dos puntos del campeón Luz y Fuerza.
En 1967, volvió a ser protagonista del torneo, logrando ser el ganador de la Zona Norte: clasificado a cuartos de final, se enfrentó a Ituzaingó que, tras caer de local por 2 a 1, logró vencer por 3 a 1 en su visita; en las semifinales, se enfrentó a Piraña, a quien logró vencer por 4 a 0 en el segundo partido, tras caer en el primero; y en la final se enfrentó Macabi y, tras igualar en ambos partidos, terminó cayendo en la prórroga del segundo partido.
En los torneos de 1968 y 1969, clasificó nuevamente Cuartos de final, donde quedó eliminado ante Juventud Unida y Sp. Barracas, respectivamente.
En el torneo de 1970, logró clasificar al octogonal con un ajustado cuarto puesto en la Zona Norte. En la fase por el título y el ascenso finalizó en tercer lugar, a siete puntos de Defensores de Almagro.

#### El ascenso
En el torneo de 1971, logró clasificarse al decagonal con un ajustado quinto lugar en la Zona Norte. Sin embargo, en la fase por el campeonato, en la que se disputaban dos ascenso, realizó una gran campaña que le permitió disputarlos hasta la última fecha. Finalmente, tras igualar 0 a 0 con Acassuso, el equipo obtuvo el punto necesario que le permitió tomar ventaja sobre Villa San Carlos y Sacachispas, y asegurarse el ascenso junto a su rival en la última fecha. El 21 de diciembre se disputó el desempate por el título de campeón en el Estadio Libertarios Unidos, finalizando 1 a 1 en los 90 minutos, disputándose el alargue donde nuevamente volvió a perder el título.

### En Primera C
El 4 de marzo de 1972 hace su debut en la división, cayendo por 2 a 0 ante El Porvenir. El día 11 llegó el primer triunfo ante Justo José de Urquiza por 3 a 2 en Caseros; los goles de la visita los anotaron Villaverde, Smith y Beltrán. Durante el resto del torneo sufrió varias derrotas, algunas de ellas por goleada, pero también logró los suficientes triunfos para mantener la categoría, al finalizar a trece puntos de la zona de descenso.
En el torneo de 1973 tuvo un rendimiento similar, cayendo en varios partidos por abultados resultados y obteniendo los suficientes triunfos para evitar los últimos puestos, ya que el torneo no contó con descensos.

### La desafiliación
En 1974 disputó su último torneo de Primera C. En una pobre campaña, logró algunos triunfos aislados ante Liniers, Midland, JJ Urquiza, Lujan y Brown, y finalizó el torneo con 26 puntos sin riesgo de descenso, ya que estaban suprimidos. El 23 de noviembre disputó su último partido de local, igualando por 1 a 1 con Colegiales.

#### El último partido
El 1.º de diciembre de 1974, Central Argentino jugó su último partido oficial en el fútbol argentino. En Junín, contra Sarmiento por la última fecha del campeonato de la Primera C. Terminaría igualado 1 a 1. Esa tarde noche, el encuentro comenzó a las 18hs y terminó jugándose con iluminación artificial y a cancha llena, por los festejos del equipo juninense que había ascendido una fecha antes a la Primera B.

### El surgir de Central Ballester
Tras la decisión de la desafiliación de las competencias oficiales, la mayoría de sus jugadores junto con varios dirigentes lucharon para seguir jugando y fueron protagonistas del nacimiento del Club Social y Deportivo Central Ballester, integrando la primera formación de 1975 en la Primera D.

### Actualidad
En 2011, se volvió noticia al ser visitado por el periodista Daniel Malnatti (que por aquel entonces conducía el programa "El Ciudadano"), quien ayudó a reconstruir el club. Para tal misión, se recurrió a personalidades como Palito Ortega, el cantante "Donald" y la ex nadadora Georgina Bardach.
En 2017, reinauguró su pileta semi olímpica, con la presencia del intendente del partido de San Martín.
Actualmente se continúa practicando el fútbol en el club, tanto masculino como femenino, a lo que se agrega el boxeo, patinaje y el taekwondo.

## Estadio
Su primer campo de juego estuvo cerca a las vías del tren, manzana comprendida por las calles Pueyrredón, Ituzaingo y Las Heras. Parte del campo de juego abarcaba la actual Plaza Florencio Perello, dado que la calle Las Heras aún no estaba trazada y cruzaba casi a la mitad el terreno. El campo de juego, que era arrendado y no contaba con tribunas, tenía 100 metros de largo y 70 metros de ancho, se encontraba cercado por alambre liso y tejido y con chapas de zinc; contaba con pasillo y casillas para los jugadores, com cuartos de vestir y con baños. Allí disputó los torneos de División Intermedia y Segunda División durante el amateurismo.

## Datos del club

### Temporadas
- Temporadas en segunda categoría: 9
  - Temporadas en División Intermedia: 7 (1920-1926)
  - Temporadas en Segunda División: 2 (1933-1934)
- Temporadas en tercera categoría: 22
  - Temporadas en Segunda División: 3 (1917-1919)
  - Temporadas en Tercera División: 15 (1935-1949)
  - Temporadas en Segunda División: 1 (1951)
  - Temporadas en Primera C: 3 (1972-1974)
- Temporadas en cuarta categoría: 21
  - Temporadas en Tercera División: 11 (1950, 1952-1961)
  - Temporadas en División Superior de Fútbol Aficionado: 10 (1962-1971)

- Participaciones en Copa de Competencia Adolfo Bullrich: 4 (1920, 1922, 1923, 1926)

### Cronología por año
| Temp. | Div. | Clubes | Pos. | Pts. | PJ | PG | PE | PP | GF | GC | DG  | Copa                          | Otras copas |
| ----- | ---- | ------ | ---- | ---- | -- | -- | -- | -- | -- | -- | --- | ----------------------------- | ----------- |
| 1920  | DI   | 30     | 5º   | 14   | 16 |    |    |    |    |    |     | (CCAB)                        | —           |
| 1921  | DI   | 22     |      |      |    |    |    |    |    |    |     | —                             | —           |
| 1922  | DI   | 23     | 3º   | 16   | 14 |    |    |    |    |    |     | Campeón (CCAB)                | —           |
| 1923  | DI   | 31     | 9°   | 13   | 16 | 6  | 1  | 9  |    |    |     | Campeón (CCAB)                | —           |
| 1924  | DI   | 32     | 2º   | 35   | 23 | 14 | 7  | 2  |    |    |     | —                             | —           |
| 1925  | DI   |        |      |      |    |    |    |    |    |    |     | —                             | —           |
| 1926  | DI   |        |      |      |    |    |    |    |    |    |     | Dieciséisavos de final (CCAB) | —           |
| 1927  | DI   | 54     | 4º   | 27   | 24 | 11 | 5  | 8  |    |    |     | —                             | —           |
| 1928  | DI   |        |      |      |    |    |    |    |    |    |     | —                             | —           |
| 1929  | DI   | 41     | 5º   | 8    | 9  | 2  | 4  | 3  |    |    |     | —                             | —           |
| 1930  | DI   | 43     | 5º   | 21   | 22 | 8  | 5  | 9  |    |    |     | —                             | —           |
| 1931  | DI   | 38     | 3º   | 25   | 20 | 10 | 5  | 5  |    |    |     | —                             | —           |
| 1932  | DI   |        |      |      |    |    |    |    |    |    |     | —                             | —           |
| 1933  | 2D   | 22     | 3º   | 11   | 12 | 4  | 3  | 5  | 11 | 18 | -7  | —                             | —           |
| 1934  | 2D   | 20     | 6º   | 14   | 18 | 6  | 2  | 10 | 21 | 14 | 7   | —                             | —           |
| 1935  | 3D   | 21     | 5º   | 20   | 21 | 9  | 2  | 10 | 16 | 23 | -7  | —                             | —           |
| 1936  | 3D   | 18     | 8º   | 7    | 16 | 2  | 3  | 11 | 18 | 38 | -20 | —                             | —           |
| 1937  | 3D   | 14     | 4º   | 11   | 12 | 4  | 3  | 5  | 14 | 16 | -2  | —                             | —           |
| 1938  | 3D   | 16     | 4º   | 19   | 15 | 9  | 1  | 5  | 34 | 33 | 1   | —                             | —           |
| 1939  | 3D   | 10     | 4º   | 22   | 18 | 11 | 0  | 7  | 39 | 27 | 12  | —                             | —           |
| 1940  | 3D   | 10     | 3º   | 25   | 18 | 11 | 3  | 4  | 38 | 27 | 11  | —                             | —           |
| 1941  | 3D   | 12     | 10º  | 18   | 22 | 7  | 4  | 11 | 53 | 53 | 0   | —                             | —           |
| 1942  | 3D   | 11     | 4º   | 28   | 20 | 12 | 4  | 4  | 50 | 20 | 30  | —                             | —           |
| 1943  | 3D   | 10     | 9º   | 10   | 18 | 4  | 2  | 12 | 23 | 61 | -38 | —                             | —           |
| 1944  | 3D   | 9      | 6º   | 12   | 16 | 5  | 2  | 9  | 25 | 40 | -15 | —                             | —           |
| 1945  | 3D   | 11     | 4º   | 24   | 20 | 10 | 4  | 6  | 49 | 34 | 15  | —                             | —           |
| 1946  | 3D   | 13     | 6º   | 20   | 24 | 9  | 2  | 13 | 56 | 70 | -14 | —                             | —           |
| 1947  | 3D   | 14     | 9º   | 20   | 26 |    |    |    |    |    |     | —                             | —           |
| 1948  | 3D   | 12     | 10º  | 13   | 22 |    |    |    |    |    |     | —                             | —           |
| 1949  | 3D   | 11     | 9º   | 12   | 20 |    |    |    |    |    |     | —                             | —           |
| 1950  | 3D   | 8      | 8º   | 2    | 14 | 0  | 2  | 12 | 16 | 53 | -37 | —                             | —           |
| 1951  | 2D   | 16     | 13º  | 19   | 30 | 7  | 5  | 18 | 40 | 87 | -47 | —                             | —           |
| 1952  | 3D   | 10     | 8º   | 15   | 18 | 6  | 3  | 9  | 30 | 35 | -5  | —                             | —           |
| 1953  | 3D   | 7      | 3º   | 25   | 24 | 10 | 5  | 9  | 56 | 51 | 5   | —                             | —           |
| 1954  | 3D   | 7      | 4º   | 19   | 18 | 7  | 5  | 6  | 27 | 30 | -3  | —                             | —           |
| 1955  | 3D   | 7      | 3º   | 15   | 12 | 5  | 5  | 2  | 20 | 20 | 0   | —                             | —           |
| 1956  | 3D   | 10     | 6º   | 14   | 18 | 4  | 6  | 8  | 29 | 32 | -3  | —                             | —           |
| 1957  | 3D   | 12     | 10º  | 13   | 22 | 5  | 3  | 14 | 34 | 65 | -31 | —                             | —           |
| 1958  | 3D   | 13     | 11º  | 14   | 24 | 6  | 2  | 16 | 54 | 78 | -24 | —                             | —           |
| 1959  | 3D   | 16     | 11º  | 19   | 28 |    |    |    |    |    |     | —                             | —           |
| 1960  | 3D   | 17     | 11º  | 26   | 32 |    |    |    |    |    |     | —                             | —           |
| 1961  | 3D   | 24     | 6º   | 24   | 22 |    |    |    |    |    |     | —                             | —           |
| 1962  | DSFA | 25     | 7º   | 20   | 22 |    |    |    |    |    |     | —                             | —           |
| 1963  | DSFA | 27     | 11º  | 11   | 24 |    |    |    |    |    |     | —                             | —           |
| 1964  | DSFA | 22     | 7º   | 20   | 22 |    |    |    |    |    |     | —                             | —           |
| 1965  | DSFA | 21     | 6º   | 19   | 18 |    |    |    |    |    |     | —                             | —           |
| 1966  | DSFA | 22     | 3º   | 37   | 27 |    |    |    |    |    |     | —                             | —           |
| 1967  | DSFA | 23     | 2º   | 37   | 26 |    |    |    |    |    |     | —                             | —           |
| 1968  | DSFA | 24     | CF   | 36   | 24 |    |    |    |    |    |     | —                             | —           |
| 1969  | DSFA | 19     | CF   | 22   | 20 |    |    |    |    |    |     | —                             | —           |
| 1970  | DSFA | 19     | 3º   | 32   | 30 |    |    |    |    |    |     | —                             | —           |
| 1971  | DSFA | 22     | 2°   | 38   | 30 |    |    |    |    |    |     | —                             | —           |
| 1972  | C    | 20     | 14º  | 27   | 38 |    |    |    |    |    |     | —                             | —           |
| 1973  | C    | 20     | 16º  | 26   | 38 |    |    |    |    |    |     | —                             | —           |
| 1974  | C    | 20     | 16º  | 26   | 38 |    |    |    |    |    |     | —                             | —           |

## Palmarés
| Organizados por la AAF                    | Organizados por la AAF | Organizados por la AAF |
| Competición nacional                      | Títulos                | Subcampeonatos         |
| ----------------------------------------- | ---------------------- | ---------------------- |
| Copa de Competencia Adolfo Bullrich (2/0) | 1922 y 1923            |                        |
| Segunda División (1/0)                    | 1922                   |                        |